# Mai 1981
Acest articol este generat integral pe baza informațiilor din articolul 1981 și este actualizat periodic de un robot.
 Editările făcute în articol vor fi șterse la următoarea actualizare! Dacă doriți să faceți modificări, editați articolul-sursă.

ianuarie -
februarie -
martie -
aprilie -
mai -
iunie -
iulie -
august -
septembrie -
octombrie -
noiembrie -
decembrie
Mai 1981 a fost a cincea lună a anului și a început într-o zi de vineri.

## Evenimente
- 11 mai: Bob Marley moare de cancer la vârsta de 36 de ani.
- 13 mai: Papa Ioan Paul al II-lea este împușcat și rănit de Mehmet Ali Ağca, un militant ultranaționalist turc. (Două zile după Crăciunul din 1983, Papa Ioan Paul a fost la închisoare pentru a-l întâlni și pentru a-l ierta).
- 14 mai: Dumitru Dorin Prunariu devine primul cosmonaut român care a zburat în spațiul cosmic.
- 21 mai: Socialistul François Mitterrand, devine președinte al Republicii Franceze.
- 30 mai: Președintele din Bangladesh, Ziaur Rahman, este asasinat la Chittagong.

## Nașteri
Aliaksandr Hleb, fotbalist belarus
Alexander Hleb, fotbalist bielorus
Tiago Mendes, fotbalist portughez
Maria Dinulescu, actriță română
Cătălin Drulă, inginer software român
Dragoș Soare, politician român din Slobozia, județul Ialomița
Oana Chirilă, fotbalistă română
Benoît Cheyrou, fotbalist francez
Feyzula Senis, fotbalist român
Ion Panait, luptător român
Andrea Barzagli, jucător italian de fotbal
Stephen Amell, actor canadian
George Curcă, fotbalist român
Cristina-Camelia Rizea, politician
Denis Pușilin, activist ucrainean
Ersin Mehmedovic, fotbalist sârb
Ersin Mehmedović, fotbalist bosniac
Daisuke Matsui, fotbalist japonez
Rami Malek, actor american
Naohiro Ishikawa, fotbalist japonez
Claudiu Manta, politician
Patrice Evra, fotbalist francez de origine senegaleză
Marius Niculae, fotbalist român
Ricardo Costa, fotbalist portughez
Leon Osman, fotbalist britanic
Cosma Shiva Hagen, actriță germană
Mahamadou Diarra, fotbalist malian
Alfred-Laurentiu-Antonio Mihai, politician român
Roberto Ayza, fotbalist brazilian
Iker Casillas, fotbalist spaniol
Jürgen Melzer, jucător de tenis austriac
Elias Bazzi, fotbalist argentinian
Călin Albuț, fotbalist român
Liviu-Dumitru Voiculescu, politician român din Cungrea, județul Olt
Răzvan Raț, fotbalist român
Johan Elmander, fotbalist suedez
Juliana Knust, actriță braziliană
Andrei Arșavin, fotbalist rus
Gianmaria Bruni, pilot auto italian de Formula 1
Oleg Hromțov, fotbalist din R. Moldova
Daniel Popescu, om politic, cercetător, manager, activist
Diego Ciz, fotbalist uruguayan
Daniele Bonera, jucător italian de fotbal

## Decese
- 4 mai: Paul Eliot Green, dramaturg american (n. 1894)
- 10 mai: Octav Doicescu, arhitect român (n. 1902)
- 11 mai: Bob Marley (Robert Nesta Marley), 36 ani, muzician jamaican (n. 1945)
- 11 mai: Odd Hassel, chimist norvegian (n. 1897)
- 18 mai: William Saroyan, scriitor american (n. 1908)
- 27 mai: George O. Smith, scriitor american (n. 1911)
- 28 mai: Stefan Wyszyński, preot catolic polonez (n. 1901)
- 29 mai: Árpád Thierjung, fotbalist român (n. 1914)
- 30 mai: Ziaur Rahman, politician din Bangladesh (n. 1936)
- 31 mai: Gyula Lóránt, fotbalist maghiar (n. 1923)